# Shahrestān-e Sīāhkal
Shahrestān-e Sīāhkal (persiska: شهرستان سياهکل, سياهکل) är en delprovins (shahrestan) i Iran.   Den ligger i provinsen Gilan, i den nordvästra delen av landet, 190 km nordväst om huvudstaden Teheran.
Delprovinsen hade 46 975 invånare 2016.